# Sunset in My Hometown
Sunset in My Hometown (en hangul, 변산; romanización revisada, Byeonsan) es una película surcoreana de 2018 y decimotercer largometraje dirigido por Lee Joon-ik. Protagonizada por Park Jung-min y Kim Go-eun.

## Reparto
- Park Jung min como Hak-soo, un fallido rapero que regresa a su ciudad natal, Byeonsan, después de una llamada telefónica de casa.
- Kim Go-eun como Sun-mi, compañera de clase de Hak-soo durante su infancia.
- Jang Hang-sun como padre de Hak-soo.
- Jung Kyu-soo como padre de Sun-mi.
- Shin Hyun-bin como Mi-kyung.
- Go Joon como Yong-dae.
  - Kang Hyun-goo Yong-dae (joven).
- Kim Jun-han como Won-joon.
- Bae Jae-ki como Sang-ryul.
- Choi Jeong-heon como Goo-bok.
- Im Seong-jae como Seok-gi.
- Andup como él mismo.
- Cha Soon-bae como un doctor.
- Ha Do-kwon como un repartidor de comida.
- Song Duk-ho como un rapero.

## Producción
La producción comenzó en Seúl el 11 de septiembre de 2017. La filmación terminó en Chuncheon, provincia de Gangwon el 18 de noviembre de 2017.

## Liberación
Sunset in My Hometown debutó en cines locales el 4 de julio de 2018.

## Recepción
Yoon Min-sik de The Korea Herald elogió los personajes y el diálogo por ser encantadores y naturales; así como la química entre los actores principales Park y Kim. Shim Sun-ah de la Agencia de Noticias Yonhap, elogió la película por ser "muy reconfortante, inspiradora y llena de humor".